# The Future of War
The Future of War es el segundo álbum de estudio de Atari Teenage Riot, lanzado por DHR en 1997.
En 2002 en Alemania la promoción del álbum fue prohibida, así como su venta a menores, a instancias de un departamento gubernamental (Bundesprüfstelle für jugendgefährdende Medien).
Las temáticas del disco están enfocadas sobre la violencia y la guerra moderna.

## Lista de temas
1. "Get Up While You Can" – 3:28
2. "Fuck All!" – 3:08
3. "Sick to Death" – 3:40
4. "P.R.E.S.S." – 4:19
5. "Deutschland (Has Gotta Die!)" – 3:02
6. "Destroy 2000 Years of Culture" – 3:51
7. "Not Your Business" – 2:32
8. "You Can't Hold Us Back" – 4:00
9. "Heatwave" – 2:43
10. "Redefine the Enemy" – 3:58
11. "Death Star" – 5:23
12. "The Future of War" – 3:48
13. "She Sucks My Soul Away" – 4:30
14. "Strike"* – 3:43
15. "Midijunkies - Berlin Mix" – 6:20